# Slavonski Šamac
Slavonski Šamac è un comune della Croazia di 2 649 abitanti della regione di Brod e della Posavina.